# Perdita phymatae
Perdita phymatae là một loài Hymenoptera trong họ Andrenidae. Loài này được Cockerell mô tả khoa học năm 1895.

## Hình ảnh

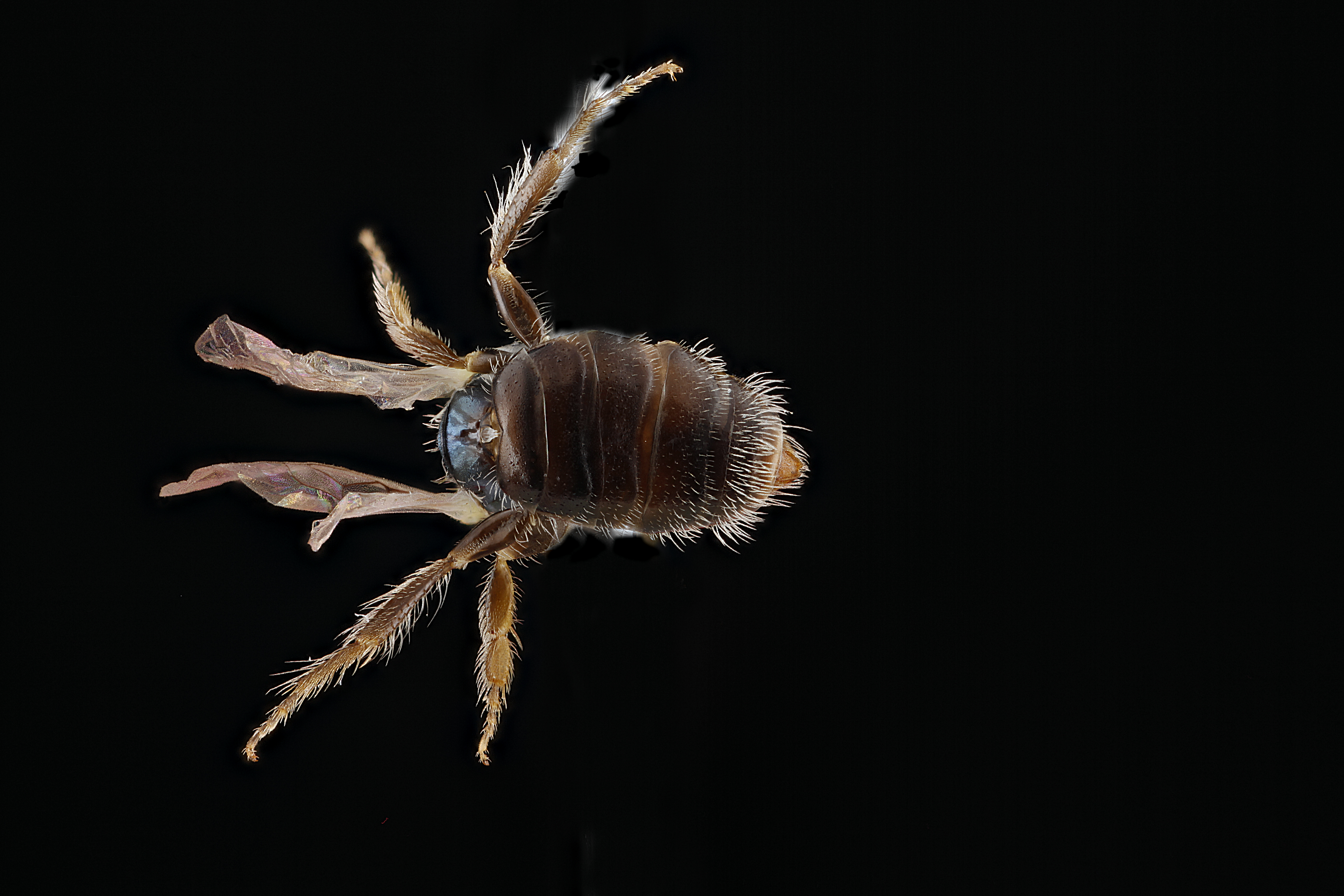